# Рудня-Ушомирская
Рудня-Ушомирская (укр. Рудня-Ушомирська) — село на Украине, основано в 1842 году, находится в Коростенском районе Житомирской области.
Код КОАТУУ — 1822386006. Население по переписи 2001 года составляет 225 человек. Почтовый индекс — 11571. Телефонный код — . Занимает площадь 0,24 км².